# Николочеремшанское сельское поселение
Ни́колочеремшанское се́льское поселе́ние — муниципальное образование в составе Мелекесского района Ульяновской области России. 
Административный центр — село Никольское-на-Черемшане. 

## Население
| 2010  | 2012  | 2013  | 2014  | 2015  | 2016  | 2017  |
| ----- | ----- | ----- | ----- | ----- | ----- | ----- |
| 2465  | ↘2408 | ↗2425 | ↗2464 | ↘2440 | ↘2434 | ↘2391 |
| 2018  | 2019  | 2020  | 2021  |       |       |       |
| ↘2344 | ↘2271 | ↘2216 | ↗2219 |       |       |       |

## Состав сельского поселения
| № | Населённый пункт        | Тип населённого пункта       | Население |
| - | ----------------------- | ---------------------------- | --------- |
| 1 | Ерыклинск               | село                         | ↘629      |
| 2 | Кипрей                  | посёлок                      | 182       |
| 3 | Лопата                  | деревня                      | 14        |
| 4 | Никольское-на-Черемшане | село, административный центр | ↘1640     |

## Местное самоуправление
Главы поселения
- Евгений Юрьевич Бартнов

Главы администрации
- Евгений Юрьевич Бартнов [12]